# Guayabal de Síquima
Guayabal de Síquima – miasto w Kolumbii, w departamencie Cundinamarca.